# Bologna Associazione Giuoco del Calcio 1941-1942
Questa voce raccoglie le informazioni riguardanti il Bologna Associazione Giuoco del Calcio nelle competizioni ufficiali della stagione 1941-1942.

## Stagione
Il Bologna nella stagione 1941-1942 ha partecipato alla Serie A e si è classificato al settimo posto con 29 punti, gli stessi della Triestina ma con miglior quoziente reti.
In Coppa Italia supera l'Alessandria per 4-0 in casa ai sedicesimi di finale, negli ottavi batte il Livorno in trasferta per 4-2, quindi viene eliminato ai quarti di finale dal Venezia perdendo 2-0 in trasferta.

## Rosa
| N. |                    | Ruolo | Calciatore        |
| -- | ------------------ | ----- | ----------------- |
|    | Italia (bandiera)  | P     | Pietro Ferrari    |
|    | Italia (bandiera)  | P     | Glauco Vanz       |
|    | Italia (bandiera)  | D     | Mario Pagotto     |
|    | Italia (bandiera)  | D     | Dino Fiorini      |
|    | Italia (bandiera)  | D     | Arcangelo Zerbini |
|    | Italia (bandiera)  | D     | Secondo Ricci     |
|    | Italia (bandiera)  | C     | Aurelio Marchese  |
|    | Italia (bandiera)  | C     | Vittorio Malagoli |
|    | Uruguay (bandiera) | C     | Michele Andreolo  |
|    | Italia (bandiera)  | C     | Mario Montesanto  |

| N. |                    | Ruolo | Calciatore       |
| -- | ------------------ | ----- | ---------------- |
|    | Italia (bandiera)  | C     | Franco Marchi    |
|    | Italia (bandiera)  | C     | Luigi Cavara     |
|    | Uruguay (bandiera) | A     | Héctor Puricelli |
|    | Italia (bandiera)  | A     | Carlo Reguzzoni  |
|    | Italia (bandiera)  | A     | Amedeo Biavati   |
|    | Uruguay (bandiera) | A     | Raffaele Sansone |
|    | Italia (bandiera)  | A     | Pietro Andreoli  |
|    | Italia (bandiera)  | A     | Bruno Arcari     |
|    | Italia (bandiera)  | A     | Dante Nardi      |
|    | Italia (bandiera)  | A     | Giovanni Busoni  |

## Risultati

### Serie A

#### Girone di andata
| Arbitro: | Biancone (Roma) |

|                     |           |                          |
| Conti 14’, 28’, 64’ | Marcatori | 21’ Biavati 58’ Marchese |

| Arbitro: | Barlassina (Milano) |

|              |           |                        |
| Andreoli 78’ | Marcatori | 56’ Donati 83’ Krieziu |

| Arbitro: | Ciamberlini (Genova) |

|                      |           |  |
| Meazza 10’ Boffi 63’ | Marcatori |  |

| Arbitro: | Curradi (Firenze) |

|                                     |           |  |
| Reguzzoni 17’, 31’, 61’ Biavati 87’ | Marcatori |  |

| Arbitro: | Dattilo (Roma) |

|             |           |  |
| Pernigo 55’ | Marcatori |  |

| Arbitro: | Scotto (Savona) |

|                             |           |  |
| Arcari IV 42’ Reguzzoni 71’ | Marcatori |  |

| Arbitro: | Moretti (Genova) |

|             |           |  |
| Gabetto 88’ | Marcatori |  |

| Arbitro: | Scotti (Taranto) |

|                                    |           |                        |
| Reguzzoni 47’ (rig.) Puricelli 86’ | Marcatori | 50’ Parvis 59’ Alghisi |

| Arbitro: | Barlassina (Milano) |

|                                          |           |               |
| Piola 13’, 75’ Puccinelli 61’ Pisa I 78’ | Marcatori | 69’ Puricelli |

| Arbitro: | Moretti (Genova) |

|  |           |              |
|  | Marcatori | 15’ Candiani |

| Arbitro: | Fois (Roma) |

|              |           |              |
| Cattaneo 26’ | Marcatori | 11’ Andreoli |

| Arbitro: | Dattilo (Roma) |

|                                                       |           |  |
| Puricelli 11’ Arcari IV 14’ Reguzzoni 53’ Biavati 68’ | Marcatori |  |

| Arbitro: | Ciamberlini (Genova) |

|                    |           |                            |
| Fiorini 20’ (aut.) | Marcatori | 26’ Andreoli 68’ Arcari IV |

| Arbitro: | Dattilo (Roma) |

|                           |           |                                                   |
| Valcareggi 27’ Degano 48’ | Marcatori | 40’, 85’ Biavati 64’, 74’ Puricelli 90’ Arcari IV |

| Arbitro: | Barlassina (Milano) |

|                             |           |  |
| Reguzzoni 27’ Puricelli 50’ | Marcatori |  |

#### Girone di ritorno
| Arbitro: | Carpani (Milano) |

|             |           |             |
| Biavati 73’ | Marcatori | 10’ Allasio |

| Arbitro: | Bertolio (Torino) |

|                |           |  |
| Cappellini 80’ | Marcatori |  |

| Arbitro: | Dattilo (Roma) |

|                                   |           |                  |
| Biavati 2’, 20’ (rig.) Sansone 5’ | Marcatori | 74’ (rig.) Boffi |

| Arbitro: | Mattea (Torino) |

|  |           |                         |
|  | Marcatori | 18’ Biavati 69’ Sansone |

| Arbitro: | Ciamberlini (Genova) |

|                    |           |  |
| Puricelli 28’, 77’ | Marcatori |  |

| Arbitro: | Dattilo (Roma) |

|                     |           |  |
| Andreolo 66’ (aut.) | Marcatori |  |

| Arbitro: | Scotto (Savona) |

|               |           |  |
| Reguzzoni 89’ | Marcatori |  |

| Arbitro: | Barlassina (Milano) |

|                        |           |            |
| Meroni 53’ Alghisi 64’ | Marcatori | 1’ Biavati |

| Arbitro: | Pizziolo (Firenze) |

|                            |           |                       |
| Reguzzoni 16’ Andreolo 19’ | Marcatori | 42’, 63’ (rig.) Baldo |

| Arbitro: | Mattea (Torino) |

|  |           |           |
|  | Marcatori | 44’ Nardi |

| Arbitro: | Ciamberlini (Genova) |

|                                                          |           |              |
| Nardi 7’, 39’ Puricelli 23’, 30’, 32’, 71’ Reguzzoni 87’ | Marcatori | 64’ Viani II |

| Arbitro: | Dattilo (Roma) |

|             |           |  |
| Robotti 27’ | Marcatori |  |

| Arbitro: | Dellarole (Roma) |

|             |           |                                |
| Sansone 18’ | Marcatori | 72’ (rig.) Verrina 74’ Barrera |

| Arbitro: | Mattea (Torino) |

|                                    |           |                       |
| Puricelli 20’ Reguzzoni 71’ (rig.) | Marcatori | 1’ Penzo 51’, 73’ Gei |

| Arbitro: | Scotto (Savona) |

|            |           |              |
| Lushta 15’ | Marcatori | 5’ Puricelli |

## Statistiche

### Statistiche di squadra
| Competizione | Punti | In casa | In casa | In casa | In casa | In casa | In casa | In trasferta | In trasferta | In trasferta | In trasferta | In trasferta | In trasferta | Totale | Totale | Totale | Totale | Totale | Totale | DR  |
| Competizione | Punti | G       | V       | N       | P       | Gf      | Gs      | G            | V            | N            | P            | Gf           | Gs           | G      | V      | N      | P      | Gf     | Gs     | DR  |
| ------------ | ----- | ------- | ------- | ------- | ------- | ------- | ------- | ------------ | ------------ | ------------ | ------------ | ------------ | ------------ | ------ | ------ | ------ | ------ | ------ | ------ | --- |
| Serie A      | 29    | 15      | 8       | 3       | 4       | 34      | 15      | 15           | 4            | 2            | 9            | 16           | 22           | 30     | 12     | 5      | 13     | 50     | 37     | +13 |
| Coppa Italia |       | 1       | 1       | 0       | 0       | 4       | 0       | 2            | 1            | 0            | 1            | 4            | 4            | 3      | 2      | 0      | 1      | 8      | 4      | +4  |
| Totale       |       | 16      | 9       | 3       | 4       | 38      | 15      | 17           | 5            | 2            | 10           | 20           | 26           | 33     | 14     | 5      | 14     | 58     | 41     | +17 |

### Statistiche dei giocatori
| Giocatore     | Serie A  | Serie A | Coppa Italia | Coppa Italia | Totale   | Totale |
| Giocatore     | Presenze | Reti    | Presenze     | Reti         | Presenze | Reti   |
| ------------- | -------- | ------- | ------------ | ------------ | -------- | ------ |
| P. Andreoli   | 20       | 3       | 1            | 0            | 21       | 3      |
| M. Andreolo   | 15       | 1       | 1            | 1            | 16       | 2      |
| B. Arcari     | 19       | 4       | 3            | 1            | 22       | 5      |
| A. Biavati    | 26       | 9       | 3            | 2            | 29       | 11     |
| G. Busoni     | 6        | 0       | -            | -            | 6        | 0      |
| L. Cavara     | 1        | 0       | -            | -            | 1        | 0      |
| P. Ferrari    | 25       | -33     | 3            | -4           | 28       | -37    |
| D. Fiorini    | 22       | 0       | 2            | 0            | 24       | 0      |
| V. Malagoli   | 19       | 0       | 2            | 0            | 21       | 0      |
| A. Marchese   | 30       | 1       | 3            | 0            | 33       | 1      |
| F. Marchi     | 7        | 0       | 1            | 0            | 8        | 0      |
| M. Montesanto | 12       | 0       | 1            | 0            | 13       | 0      |
| D. Nardi      | 7        | 3       | -            | -            | 7        | 3      |
| M. Pagotto    | 28       | 0       | 3            | 0            | 31       | 0      |
| H. Puricelli  | 28       | 14      | 3            | 2            | 31       | 16     |
| C. Reguzzoni  | 27       | 11      | 3            | 1            | 30       | 12     |
| S. Ricci      | 1        | 0       | -            | -            | 1        | 0      |
| R. Sansone    | 23       | 3       | 3            | 0            | 26       | 3      |
| G. Vanz       | 5        | -4      | -            | -            | 5        | -4     |
| A. Zerbini    | 9        | 0       | 1            | 0            | 10       | 0      |